# Basin Harbor Club
Pour les articles homonymes, voir Basin.
Le Basin Harbor Club est un hôtel américain situé à Vergennes, dans le Vermont. Ouvert en 1886, il est membre des Historic Hotels of America depuis 1999.